# Cuscuta gymnocarpa
Cuscuta gymnocarpa är en vindeväxtart som beskrevs av Georg George Engelmann. Cuscuta gymnocarpa ingår i släktet snärjor, och familjen vindeväxter. Inga underarter finns listade i Catalogue of Life.